# Castedo (Torre de Moncorvo)
Castedo es una freguesia portuguesa del municipio de Torre de Moncorvo, con 17,79 km² de superficie y 275 habitantes (2001). Su densidad de población es de 15,5 hab/km².